# Charles Laffillé
Charles François Marie Laffillé est un compositeur, éditeur de musique, poète et directeur de théâtre français né à Saint-Valery-sur-Somme le 30 septembre 1771 et mort à Paris le 16 avril 1848.
Fils d'un bailli du duc d'Orléans, Laffillé fut pendant 12 ans receveur des domaines à Bruxelles (1798–1810) et revint s'installer à Paris, où il publia des recueils de romances et s'installa comme éditeur de musique.
En 1831, il dirigea pendant moins d'un an le Théâtre de la Monnaie à Bruxelles mais dut déposer le bilan. De retour à Paris, il continua à éditer.

## Quelques œuvres
- Le Souvenir des ménestrels, contenant une collection de romances inédites, Paris, 1813-1828, 16 vol.
- La Fête de l'hymen, ronde pastorale, Paris, Dentu, 1816
- Chants français, Paris, Delaunay et Dentu, 1829
- La Prise d'Alger, poème, Paris, Delaunay et Gosselin, 1834